# Gaultheria appressa
Gaultheria appressa är en ljungväxtart som beskrevs av Arthur William Hill. Gaultheria appressa ingår i släktet Gaultheria och familjen ljungväxter. Inga underarter finns listade i Catalogue of Life.